# Кубок Люксембургу з футболу 2014—2015
Кубок Люксембургу з футболу 2014–2015 — 90-й розіграш кубкового футбольного турніру в Люксембурзі. Титул здобув Діфферданж 03.

## Календар
| Раунд           | Дата                         | Матчі | Клуби    |
| --------------- | ---------------------------- | ----- | -------- |
| Перший раунд    | 30–31 серпня 2014            | 17    | 105 → 88 |
| Другий раунд    | 14 вересня 2014              | 16    | 88 → 72  |
| Третій раунд    | 5 жовтня 2014                | 22    | 72 → 50  |
| Четвертий раунд | 31 жовтня - 2 листопада 2014 | 18    | 50 → 32  |
| П'ятий раунд    | 28 листопада - 3 грудня 2014 | 16    | 32 → 16  |
| Шостий раунд    | 7 грудня 2014                | 8     | 16 → 8   |
| Чвертьфінали    | 4 квітня 2015                | 4     | 8 → 4    |
| Півфінали       | 14 травня 2015               | 2     | 4 → 2    |
| Фінал           | 31 травня 2015               | 1     | 2 → 1    |

## Регламент
Згідно з регламентом у перших чотирьох раундах грають клуби нижчих дивізіонів, клуби Національного футбольного дивізіону Люксембургу стартують з п'ятого раунду. На всіх стадіях команди грають по одному матчу.

## П'ятий раунд
| Команда 1              | Рахунок         | Команда 2               |
| ---------------------- | --------------- | ----------------------- |
| 28 листопада 2014      |                 |                         |
| Шиффланж 95 (3)        | 0:1 дч          | Рюмеланж                |
| Мунсбах (4)            | 0:2             | Мондорф-ле-Бен          |
| 29 листопада 2014      |                 |                         |
| Берденія (Бербург) (3) | 0:4             | Ф91 Дюделанж            |
| 30 листопада 2014      |                 |                         |
| УРБ (3)                | 1:4             | Діфферданж 03           |
| УНА Штрассен (2)       | 4:2             | Прогрес                 |
| Авенір (3)             | 1:1 дч пен. 2:3 | Женесс (Канах)          |
| Спортинг Бертранж (3)  | 1:3             | Гревенмахер             |
| Маріска (Мерш) (3)     | 2:2 дч пен. 2:4 | Кер'єнґ                 |
| РМ Гамм Бенфіка (2)    | 2:1             | Женесс (Еш)             |
| Сандвайлер (2)         | 0:5             | Гостерт                 |
| Расінг (2)             | 3:0             | Вікторія Роспорт        |
| Мінерва Лінтген (2)    | 1:4             | Вільц                   |
| Мюхленбах (2)          | 0:4             | Роданж 91               |
| Свіфт (2)              | 1:0             | Тітус (Ламаделайне) (2) |
| Атерт Біссен (3)       | 1:4             | Фола                    |
| 3 грудня 2014          |                 |                         |
| Вінкранж (3)           | 1:2             | Етцелла                 |

## Шостий раунд
| Команда 1        | Рахунок | Команда 2           |
| ---------------- | ------- | ------------------- |
| 7 грудня 2014    |         |                     |
| Вільц            | 3:4 дч  | Рюмеланж            |
| УНА Штрассен (2) | 0:1     | Ф91 Дюделанж        |
| Роданж 91        | 0:3     | Діфферданж 03       |
| Свіфт (2)        | 0:3     | Гревенмахер         |
| Расінг (2)       | 0:2     | РМ Гамм Бенфіка (2) |
| Гостерт          | 0:2     | Етцелла             |
| Мондорф-ле-Бен   | 2:4 дч  | Фола                |
| Женесс (Канах)   | 3:1     | Кер'єнґ             |

## Чвертьфінали
| Команда 1      | Рахунок         | Команда 2           |
| -------------- | --------------- | ------------------- |
| 4 квітня 2015  |                 |                     |
| Рюмеланж       | 2:5             | Діфферданж 03       |
| Гревенмахер    | 1:2 дч          | Етцелла             |
| Фола           | 1:3             | Ф91 Дюделанж        |
| Женесс (Канах) | 0:0 дч пен. 4:2 | РМ Гамм Бенфіка (2) |

## Півфінали
| Команда 1      | Рахунок | Команда 2      |
| -------------- | ------- | -------------- |
| 14 травня 2015 |         |                |
| Діфферданж 03  | 3:2     | Женесс (Канах) |
| Ф91 Дюделанж   | 4:0     | Етцелла        |

## Фінал
| 31 травня 2015 17:00 (CET) |

| Діфферданж 03       | 1:1 дч   | Ф91 Дюделанж  |
| ------------------- | -------- | ------------- |
| Жубер 22' (автогол) | Протокол | Зібеналер 20' |

| Жозі Бартель, Люксембург Глядачів: 2 566 Арбітр: Лоран Копріва |

|                                        |     | Пенальті                                  |  |
| Карон · Алмейда · Францоні · Зібеналер | 3:2 | Малгет · Педро · Маурі · Жах'єр · Бенаїба |  |